# Пръстова агнозия
Пръстовата агнозия, дефинирана за първи път през 1924 година от австрийския невролог Йозеф Гертсман, е загуба на способността "за различаване, назоваване или разпознаване на пръстите”, не само на собствените пръсти, но също и на пръстите на другите, нарисуваните и други репрезентации на пръстите. Тя е един от четирите симптоми при Синдромът на Гертсман, макар че е възможно пръстовата агнозия да съществува сама по себе си без връзка с други разстройства. Обикновено лезии в лявата ъглова гънка (girus angularis) и задните париетални зони могат да доведат до пръстова агнозия.